# De giegelgak
Tom Poes en de giegelgak of kortweg De giegelgak is het 70ste verhaal uit de Bommelsaga, geschreven en getekend door Marten Toonder. Het verhaal verscheen voor het eerst op 19 juli 1956 en liep tot 2 november van dat jaar. Thema: De Bommelse gedachte: "Leven en laten leven".

## Samenvatting
Tom Poes komt tijdens een wandeling een oude zwerver tegen die in ruil voor zijn middagmaal hem een wens laat doen maar Tom Poes geeft hem het eten zonder iets te wensen. Als heer Bommel hierover hoort, besluit deze om de zwerver zelf op te zoeken omdat hij wel weet wat hij wil wensen. Als heer Bommel de zwerver tegen komt en hem zijn broodkorst geeft, krijgt hij "de gak" en een landkaart. De gak zou ervoor zorgen dat de Bommelse gedachte zich zal verspreiden.
De volgende ochtend trekken Tom Poes en heer Bommel er samen in de Oude Schicht op uit om de gak te zoeken. Na een lange tocht vinden ze een gak, wat een soort knol blijkt te zijn. Wammes Waggel is ook aanwezig. Nadat de knol geplant is, begint deze onmiddellijk te vermenigvuldigen en stoot hij een hol gelach uit. Het blijkt dat de gak niet de Bommelse, maar de Waggelse gedachte verspreidt. Terug op kasteel Bommelstein is de gak al zo ver verspreid dat er ook hier wortels beginnen te groeien. Vervolgens krijgt Rommeldam er ook last van. Als Tom Poes later de oorspronkelijke knol wil vernietigen, gebeurt dat per ongeluk door heer Bommel zelf. Als gevolg daarvan sterven alle vertakkingen en stopt het gelach.

## Trivia
- De titel van het verhaal lijkt geïnspireerd te zijn door de bestaande achternaam Gigengack.

## Hoorspel
- De giegelgak in het Bommelhoorspel